# Magurahs33
El modelo Magura HS-33 es un sistema de freno hidráulico a la llanta que se basa en un émbolo principal (en la maneta) y dos esclavos (en las zapatas) de forma que la presión ejercida sobre la llanta es aumentada gracias a la diferencia de tamaños de los émbolos en un 25%

## Historia
Su implantación se remonta a las antiguas bicicletas de montaña, aunque en la actualidad se utiliza mayoritariamente para la modalidad biketrial